# استپس
استپس (به انگلیسی: Stepps) یک شهرک در اسکاتلند است که در لانارکشر شمالی واقع شده‌است. استپس ۶٬۷۳۰ نفر جمعیت دارد.